# Sabrina Harman
Sabrina D. Harman (Lorton, Virginia, 5 de enero de 1978) es una militar estadounidense, una antigua reservista del Ejército de los Estados Unidos que fue condenada por abuso de prisioneros en relación con el escándalo relacionado en Abu Ghraib en 2003-2004, en Bagdad, Irak, durante y después de 2003, en la invasión de Irak.
Harman y varios otros soldados fueron juzgados por permitir e infligir abusos sexuales, físicos y psicológicos a los prisioneros de guerra iraquíes. Harman obtuvo el rango de especialista en la 372.a Compañía de la Policía Militar durante su servicio en Irak. Fue condenada a seis meses de prisión, reducción de rango y baja por mala conducta.
Harman fue encarcelada en la Brigada Consolidada Naval, Miramar en San Diego, California.